# Clarence Thomas

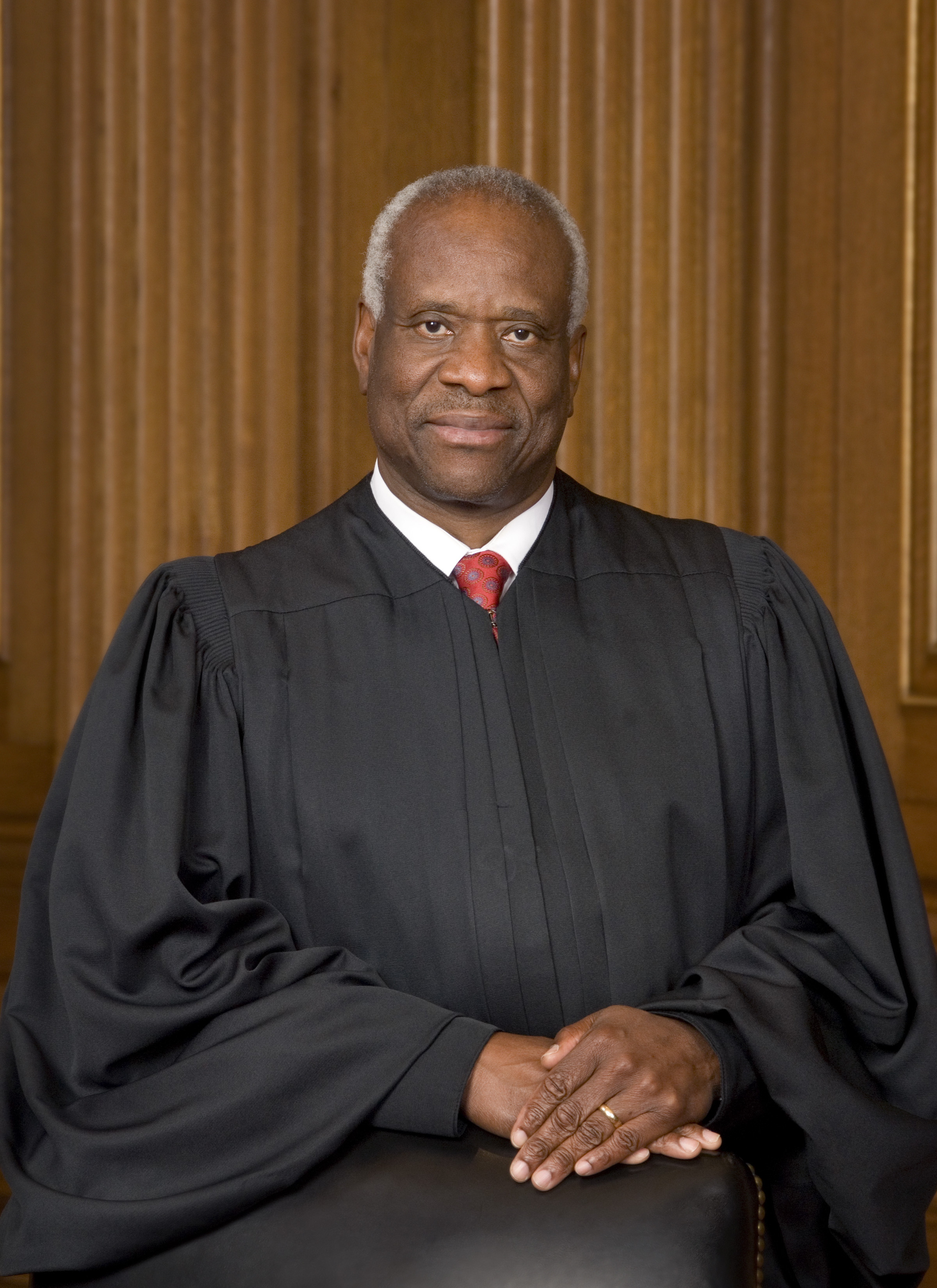
Clarence Thomas (2007)

Clarence Thomas (* 23. Juni 1948 in Pin Point, Chatham County, Georgia) ist ein US-amerikanischer Jurist und seit dem Jahr 1991 Richter am Obersten Gerichtshof der Vereinigten Staaten (Supreme Court). Er ist dem konservativen originalistischen Flügel des Gerichtshofs zuzuordnen. Thomas ist Afroamerikaner und Nachfolger von Thurgood Marshall, dem ersten schwarzen Richter an diesem Gericht.

## Leben
Clarence Thomas kam in Pin Point, einer kleinen Gemeinde in der Nähe von Savannah, als Sohn römisch-katholischer Eltern zur Welt. Er beabsichtigte zunächst, Priester zu werden, und besuchte kurz ein Priesterseminar, bevor er am College of the Holy Cross in Worcester Englische Literatur studierte. Er schloss seine Rechtsausbildung im Jahr 1974 an der Law School der Yale University ab.
Thomas stand an der Universität linken Positionen nahe, bevor er sich Autoren wie Ayn Rand und Thomas Sowell und deren marktliberalen Idealen zuwandte. Später identifizierte er sich zudem in der Gesellschaftspolitik immer mehr mit konservativen und katholischen Positionen. Er ließ sich 1984 von seiner ersten Frau Kate Ambush scheiden, mit der er seit 1971 verheiratet gewesen war. Im Jahr 1987 heiratete er Virginia „Ginni“ Lamp. Aus seiner ersten Ehe hat er einen Sohn.

## Juristische Karriere
Thomas fungierte von 1974 bis 1977 als stellvertretender Attorney General des Bundesstaates Missouri. Zwischen 1977 und 1979 war er Unternehmensanwalt des Chemieunternehmens Monsanto und von 1979 bis 1981 Assistent des republikanischen US-Senators John Danforth. Ab 1981 diente er in der Regierung von US-Präsident Ronald Reagan: bis 1982 als Abteilungsleiter für Bürgerrechte im Bildungsministerium und ab 1982 als Vorsitzender der Regierungskommission für Gleichberechtigung im Arbeitsleben (Equal Employment Opportunity Commission). In diesem Amt folgte er auf Eleanor Holmes Norton.
1990 nominierte ihn der republikanische Präsident George Bush sr. als Richter am einflussreichen Bundesberufungsgericht für Washington, D.C. (Court of Appeals for the DC Circuit) und – nach einigen Kontroversen im Justizausschuss – bestätigte der damals von den Demokraten kontrollierte Senat diese Nominierung.

## Ernennung zum Richter am Supreme Court

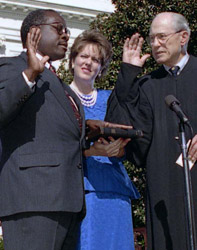
Clarence Thomas bei seiner Vereidigung durch Richter Byron White; im Hintergrund seine Ehefrau Virginia

1991 wurde Thomas nach dem Rücktritt von Richter Thurgood Marshall von Präsident George Bush für dessen Nachfolge am Supreme Court nominiert.
In den Hearings im von den Demokraten kontrollierten Justizausschuss schlug Thomas von demokratischer Seite wegen seiner Ablehnung gezielter Vorteilsgewährung für Minderheiten (Affirmative Action) und seiner vermuteten Opposition gegen ein Recht auf Abtreibung heftiger Widerstand entgegen. Als im Verlauf der Hearings Vorwürfe laut wurden, Thomas habe eine frühere Untergebene, Anita Hill, sexuell belästigt, wurden die Anhörungen zum Medienspektakel. Die entsprechenden Zeugenaussagen gegen Thomas vermochten den Ausschuss jedoch nicht zu überzeugen und er überwies die Nominierung – ohne Antrag pro oder contra – an das Senatsplenum. Thomas bezeichnete das Verfahren in den wiedereröffneten Anhörungen am 11. Oktober 1991 als „High-Tech-Lynching für aufmüpfige Schwarze“. Vier Tage später bestätigte der Senat Thomas mit 52:48 Stimmen im Amt, dem knappsten Ergebnis bei Richterwahlen im 20. Jahrhundert.
Thomas ist bekannt dafür, bei Verhandlungen keine Fragen zu stellen, was er damit begründet, dass er seine Aufgabe darin sehe, den Anwälten zuzuhören. So hat er zwischen Februar 2006 und Februar 2016 keine Nachfragen gestellt.

## Rechtsprechung
Am Obersten Gerichtshof ist Thomas’ Rechtsprechung (wie auch die des verstorbenen Richters Antonin Scalia) vor allem durch seine streng originalistische Auslegung der Verfassung der Vereinigten Staaten gekennzeichnet. Thomas ist der Auffassung, die Verfassung sei ausschließlich so auszulegen, wie die Gründerväter dies beabsichtigt hätten. Damit geriet er in der Vergangenheit in Konflikt mit seinen liberaleren Richterkollegen, die die Verfassung namentlich im Bereich der Bundeskompetenzen und der Bürgerrechte weit auslegen und auch die gesellschaftlichen Änderungen in der Rechtsprechung berücksichtigen wollen. Nach Thomas’ und Scalias Auffassung stellt diese liberale Vorstellung einer „lebenden Verfassung“ bloßen richterlichen Aktivismus dar, bei dem sich nicht vom Volk gewählte Richter die Befugnisse des Gesetz- und Verfassungsgebers anmaßen. 
Thomas ruft oft dazu auf, vom Common-Law-Prinzip des stare decisis abzuweichen und auch längst gefestigte Rechtsprechung des Gerichtshofes zugunsten seiner „originalistischen“ Verfassungsauslegung abzuändern. Er ist derjenige Richter, der sich am Gerichtshof in den meisten Fällen in der Minderheit findet.
Im Ergebnis führen Thomas’ Auslegungsprinzipien ihn meist zu gesellschaftspolitisch konservativ geprägten Rechtsmeinungen, vereinzelt schließt er sich aber auch dem liberalen Flügel an. Im Einzelnen vertritt er folgende Hauptauffassungen:
- Der Schutz des ersten Verfassungszusatzes für freie Meinungsäußerung sei weit auszulegen, aber das Gericht habe im Fall New York Times Co. v. Sullivan (1964) den Schutz der Medien vor Verleumdungsklagen zu sehr ausgedehnt, und dies solle berichtigt werden.
- Der zweite Verfassungszusatz vermittle ein persönliches Grundrecht auf das Tragen von Waffen.
- Das Verbot „grausamer und ungewöhnlicher Strafen“ im achten Verfassungszusatz sei eng auszulegen. Selbst das Verprügeln eines Häftlings durch Aufseher sei, wenngleich verurteilenswert und wohl anderweitig rechtswidrig, nicht verfassungswidrig. Auch die Todesstrafe sei verfassungsmäßig zulässig.
- Die Kompetenzen des Bundesgesetzgebers unter der traditionell weit ausgelegten so genannten commerce clause der Verfassung seien eng auszulegen. Dies würde dazu führen, dass große Teile des ganzen Bundesrechts als verfassungswidrig aufzuheben wären.
- Die bevorzugte Behandlung von Minderheiten, namentlich Schwarzen (affirmative action), sei verfassungswidrig, weil sie die Rechtsgleichheit verletze.
- Gesetze, die einverständliches (z. B. homosexuelles) sexuelles Verhalten unter Erwachsenen mit Strafe belegen, seien zwar dumm („silly“), aber nicht verfassungswidrig (Lawrence v. Texas).
- Die Kompetenzen der Exekutive, vor allem in Kriegszeiten, seien sehr weit auszulegen, z. B. im Zusammenhang mit der Verhaftung von Terrorismusverdächtigen.
- Die Bundesgesetze zum Verbot des Marihuanabesitzes seien möglicherweise veraltet.[5]
- Zusammen mit vier anderen von republikanischen Präsidenten nominierten Richtern hob Thomas im Juni 2022 die Grundsatzentscheidung Roe v. Wade von 1973 mit der Begründung auf, dass das in ihr verankerte Recht auf Schwangerschaftsabbruch „von Anfang an ungeheuer falsch“ und die Argumentation im Urteil „außergewöhnlich schwach“ war (Dobbs v. Jackson Women’s Health Organization). Im Gegensatz zu den anderen Richtern wollte er sogar die Entscheidung Griswold v. Connecticut aufheben.[6]

Als im Januar 2022 der Oberste Gerichtshof der Vereinigten Staaten Ex-Präsident Donald Trumps Forderung zurückwies, dass dem Untersuchungsausschuss zum Sturm auf das Kapitol in Washington 2021 keine Dokumente aus dem Weißen Haus zu übergeben seien, hatte Thomas als einziger Richter ein Minderheitsvotum gegen diese Entscheidung formuliert.

## Kontroversen

### Ehefrau
Thomas’ Ehefrau Virginia geriet in den Fokus der Ermittlungen zum Sturm auf das Kapitol in Washington 2021. Per SMS soll sie Mark Meadows, den ehemaligen Stabschef im Weißen Haus, aufgefordert haben, alles zu tun, „um die Wahl von 2020 rückgängig zu machen“. Insgesamt soll Virginia Thomas etwa 30 SMS an Meadows gesendet haben. Zwei Tage nach der Präsidentschaftswahl schrieb sie an Meadows u. a., dass der „kriminelle Biden-Clan“ in „Booten vor Guantánamo“ landen werde, wo ihnen und ihren „Mitverschwörern beim Wahlbetrug“ der Prozess gemacht würde. Diese Thesen werden dem QAnon-Umfeld zugerechnet. Virginia Thomas nahm nach eigenen Angaben am 6. Januar an der „Stop the Steal“-Kundgebung in Washington, D.C. teil. Mehrere Kongressabgeordnete forderten nach der Veröffentlichung der SMS Clarence Thomas’ Rücktritt oder seine Absetzung durch ein Amtsenthebungsverfahren.

### Kritik an Geschenkannahmen
Am 6. April 2023 wurde durch einen Artikel der Rechercheplattform ProPublica öffentlich, dass Thomas 20 Jahre lang teure Reisen vom Immobilienmagnaten und Milliardär Harlan Crow geschenkt worden waren, ohne dass Thomas oder der Supreme Court dies öffentlich machten. Crow ist Großspender der Republikanischen Partei. So habe Thomas etliche Reisen mit Crows Luxusyacht und Privatjet unternommen, ebenso wie einen alljährlichen Wochenurlaub in den Adirondack Mountains. Ein Urlaub in Indonesien 2019 habe möglicherweise bis zu 500.000 US-Dollar gekostet. Thomas verteidigte sich gegen Kritik mit dem Argument, dass er von dazu befragten „Kollegen und anderen Rechtspersonen“ gehört habe, dass „diese Art der persönlichen Gastfreundschaft durch enge persönliche Freunde, die in kein Gerichtsverfahren verwickelt sind, nicht meldepflichtig“ sei.
Eine Woche später wurde ebenfalls von ProPublica veröffentlicht, dass Crow im Jahr 2014 das Haus von Thomas’ Mutter erworben und dieses aufwendig renoviert hatte. Auch sorgte Crow mit mehreren Erwerbungen in der Nachbarschaft dafür, dass diese aufgewertet wurde. Thomas unterließ es, den Verkauf des Hauses zu melden.
Crow bezahlte über zwei Jahre auch die Schulgebühren für Thomas’ Großneffen in Höhe von etwa 100.000 US-Dollar. Zudem spendete Crow 500.000 US-Dollar (ca. 461.000 Euro) an eine von Thomas’ Frau Ginni Thomas gegründete konservative Lobbygruppe, von denen ein Großteil an sie als Gehalt ging.

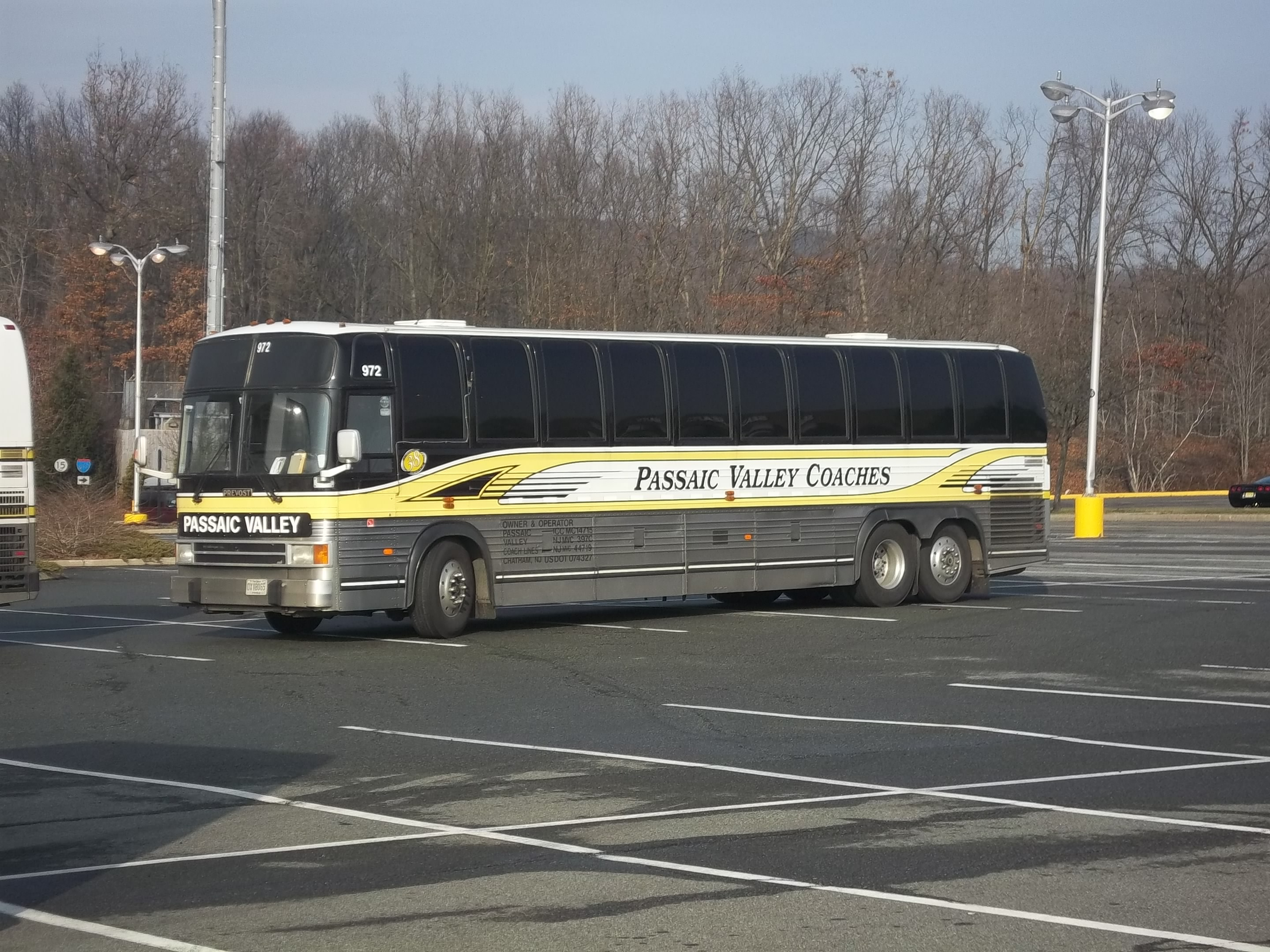
Ein Prevost Le Mirage benutzt als Passagierbus

Im August 2023 wurde bekannt, dass Thomas 1999 ein Wohnmobil Prevost Le Mirage XL Marathon in Busgröße gekauft hatte. Den Kauf (angeblich gebraucht für 267.230 US-Dollar) finanzierte ihm Anthony Welters von der Firma UnitedHealth aus der Gesundheitsbranche. Die Fragen zu Tilgung oder Konditionen sind laut New York Times unbeantwortet. Laut New York Times hätte Thomas beim Supreme Court anzeigen müssen, falls Zins oder Tilgung unter den damaligen Marktkonditionen lagen. Er hätte damals wohl keinen regulären Bankkredit für das Wohnmobil bekommen.
Pro Publica legte am 10. August 2023 eine Liste von „Gefälligkeiten“ über drei Jahrzehnte vor. Die Liste nennt 38 Luxusreisen, 26 Flüge in privaten Jets, mehrere Besuche in VIP-Lounges bei Sportereignissen und den freien Zugang zu einem exquisiten Golfplatz, der normalerweise eine Aufnahmegebühr von 150.000 Dollar verlangt. Der Wert der Vergünstigungen geht „in die Millionen“.
Am 31. August 2023 legte Thomas einen Rechenschaftsbericht vor, in dem er Flüge in einer Privatmaschine von Harlan Crow sowie Hotelbuchungen auf dessen Kosten offenlegte. Thomas behauptete, ihm sei aus Sicherheitsgründen zum Verzicht auf Linienflüge geraten worden. Wegen seiner ablehnenden Haltung zum Abtreibungsrecht seien Reaktionen gewaltbereiter Linker zu erwarten gewesen.

### Reise ins Baltikum und nach Russland 2003
Die demokratischen US-Senatoren Sheldon Whitehouse (Vorsitzender des Unterausschusses für Bundesgerichte) und Ron Wyden (Vorsitzender des Finanzausschusses) fordern die Einsetzung eines Sonderstaatsanwalts zur Untersuchung der mutmaßlichen Verstöße von Richter Thomas gegen Steuergesetze und gegen die Ethik in seiner Amtsführung. Dabei erwähnten sie explizit, dass Thomas 2003 nach Russland reiste.
Crow bezahlte Thomas auch diese eine Yachtreise ins Baltikum und nach Russland sowie einen Hubschrauberflug zum St. Petersburger Jussupow-Palast.